# Accidente del Blackwater 61
Blackwater 61 era el indicativo de un CASA C-212, matrícula N960BW, operado por Presidential Airways Inc., la filial de aviación de la empresa de seguridad privada Blackwater USA. El 27 de noviembre de 2004, la aeronave se estrelló en las montañas del centro de Afganistán. El avión turbohélice transportaba a tres pasajeros militares y tres miembros de la tripulación en el momento del accidente. Según el informe de investigación de la NTSB, los pilotos de Blackwater mostraron un comportamiento poco profesional y volaban deliberadamente por una ruta no estándar a baja altura por el valle por diversión. El accidente alimentó el debate sobre el uso de contratistas militares privados en zonas de guerra, así como sobre las prácticas de contratación y los procedimientos operativos de Blackwater. Las aeronaves de Blackwater operaban en Afganistán bajo contrato con el ejército estadounidense para transportar tropas y suministros por todo el país. Las seis personas a bordo fallecieron en el accidente, incluyendo una que sobrevivió inicialmente pero murió posteriormente mientras esperaba ser rescatada.

## Contexto
Blackwater USA fue fundada en 1997 por los ex SEAL de la Marina Erik Prince y Al Clark en Carolina del Norte como una empresa de formación en seguridad que ofrecía instrucción a personal militar y de fuerzas del orden. Antes de los ataques del 11 de septiembre, la empresa contaba con apenas 200.000 dólares en contratos federales. Sin embargo, para 2002, estaba generando millones de dólares en contratos con el gobierno federal para proteger instalaciones y personal estadounidense en el extranjero. Blackwater experimentó un crecimiento aún más dramático tras la invasión de Irak en 2003, alcanzando más de 600 millones de dólares en contratos federales en 2006.
En 2004, la empresa fue contratada por el Air Mobility Command para asistir al ejército en sus operaciones en Afganistán, Pakistán y Uzbekistán. El contrato, de 2 años y 34,8 millones de dólares, requería que las aeronaves de Blackwater transportaran tropas y equipos estadounidenses en vuelos cortos por la región, a menudo entre aeródromos remotos y sin mejoras. En ese momento, la flota de aeronaves de la empresa incluía el CASA C-212 y el Bombardier Dash-8. Los activos de aviación de Blackwater operaban bajo la empresa Presidential Airways Inc., con sede en Melbourne, Florida, que era propiedad de Blackwater. Bajo este contrato, Presidential Airways volaba seis rutas programadas regularmente a pequeños aeródromos en Afganistán.
En testimonio ante el Congreso, Erik Prince explicó el papel de Blackwater en Afganistán: “Nos contrataron para llenar ese vacío porque es un tipo diferente de misión de transporte aéreo, entrando y saliendo de pistas muy cortas en Afganistán. Hay gran altitud, pistas cortas, aeródromos sin mejoras, y se requiere de aeronaves de transporte diseñadas para apoyar una batalla convencional de gran escala”.
Este no era el único contrato de aviación en el que estaba involucrada Blackwater. La empresa operaba una flota de helicópteros MD-530 para brindar seguridad al Departamento de Estado en Irak. Los helicópteros tenían su base en la Zona Verde de Bagdad, Irak. Uno de estos helicópteros se estrelló en 2007 debido a fuego enemigo.

## Incidente
El 27 de noviembre de 2004, el vuelo Blackwater 61, un CASA C-212 Aviocar operado por Presidential Airways Inc., registrado como N960BW, despegó de la base aérea de Bagram. La tripulación estaba compuesta por el piloto Noel English, de 37 años; el primer oficial Loren Hammer, de 35 años; y el mecánico de vuelo Melvin Rowe, de 43 años. A bordo también viajaban tres pasajeros: el teniente coronel Michael McMahon, de 41 años; el suboficial Travis Grogan, de 31 años; y el especialista Harley Miller, de 21 años, todos miembros del Ejército de los Estados Unidos. La aeronave transportaba además 400 libras (181 kg) de proyectiles de mortero iluminadores y tenía como destino la ciudad suroccidental de Farah, donde estaban destinados los soldados. El vuelo estaba programado para durar aproximadamente dos horas y media.
En lugar de seguir la ruta habitual, que consistía en volar hacia el sur desde Bagram y luego girar al oeste al llegar al sur del país, los pilotos, que llevaban solo trece días en Afganistán, optaron por volar al oeste desde Bagram, sobre un terreno extremadamente montañoso. Las condiciones meteorológicas eran favorables, con buena visibilidad.
Una transcripción de la grabadora de voces de cabina reveló que la tripulación no estaba segura de su navegación. El piloto comentó al inicio del vuelo: “Espero estar yendo por el valle correcto”. Al principio de la transcripción, Rowe, el mecánico, también dijo: “No sé qué vamos a ver, normalmente no tomamos esta ruta”. La grabación también muestra a los pilotos conversando de manera informal sobre el vuelo y su trabajo. El copiloto exclamó: ”¡Sí, esto es divertido! ¡Eres como un caza X-Wing de Star Wars, tío!”. El piloto respondió: “Te juro que no me pagarían si supieran lo divertido que es esto”. En un momento, los pilotos incluso discutieron sobre qué música poner en el avión.
Al acercarse a un cañón sin salida, Rowe preguntó: “Vale, chicos, ¿lo vais a conseguir, no?”, a lo que English respondió: “Sí, eso espero”. Al llegar al final del cañón, los pilotos lucharon desesperadamente por evitar el accidente, intentando girar la aeronave. Los flaps fueron desplegados, pero ya era demasiado tarde. Se activó la alarma de pérdida de sustentación (stall warning) y Rowe gritó: ”¡Vamos a caer!”, momento en el que la grabación se interrumpió.El CASA C-212 se estrelló en la cordillera Kuh-i-Baba.
Todas las personas a bordo del vuelo Blackwater 61 murieron, incluidos ambos pilotos, quienes fueron expulsados de la aeronave. El especialista Miller sobrevivió inicialmente al impacto con una costilla rota, trauma abdominal y pulmonar, y heridas leves en la cabeza. Sin embargo, falleció entre 8 y 10 horas después debido a sus lesiones, agravadas por las bajas temperaturas y la falta de oxígeno en la altitud.
Los esfuerzos de recuperación se vieron obstaculizados por varios factores. Blackwater no contaba con la infraestructura necesaria en Afganistán para rastrear o monitorear sus aeronaves, por lo que la desaparición del avión no fue detectada hasta que un sargento en Farah informó a sus superiores de que el vuelo estaba retrasado. Además, el Blackwater 61 no llevaba ningún equipo de rastreo a bordo y no se había presentado ningún plan de vuelo, lo que dificultó la localización del aparato. Los equipos de búsqueda y rescate cubrieron la ruta lógica que se extendía al sur de Bagram sin éxito. No fue hasta que un avión militar estadounidense que volaba cerca del sitio del accidente captó la señal emitida por el transmisor de localización de emergencia (ELT) que se logró localizar y acceder a los restos del avión.

## Investigación
El accidente del vuelo Blackwater 61 fue investigado por la Junta Nacional de Seguridad en el Transporte (NTSB) y la Junta de Investigaciones Colaterales del Ejército de los EE. UU. La principal evidencia utilizada en la investigación fueron las grabaciones de la caja negra de la aeronave. Los resultados indicaron que la causa del accidente fue que la tripulación de vuelo, inexperta, voló por una ruta no familiar y sin mantener una separación adecuada del terreno. Durante un giro pronunciado de 180 grados, el CASA C-212 sufrió una pérdida de sustentación (stall) y colisionó con la cordillera montañosa. Además, la NTSB señaló que los pilotos podrían haber estado experimentando síntomas de hipoxia, lo que habría afectado su capacidad de toma de decisiones, debido a la elevada altitud del vuelo y la falta de equipos de oxígeno a bordo.
El informe de la investigación culpó a Blackwater por contratar pilotos inexpertos y por violar su propia política, que requería que al menos uno de los pilotos tuviera 30 días de experiencia de vuelo en el país. Paul Hooper, gerente del sitio de Blackwater en Afganistán, reconoció en un correo electrónico: “Por necesidad, el grupo inicial contratado para apoyar la operación en Afganistán no cumplió con los criterios identificados en los correos electrónicos y tenía algunas deficiencias de experiencia y antecedentes, las cuales fueron pasadas por alto para conseguir el número requerido de personal y comenzar el contrato.”
La NTSB también criticó al Departamento de Defensa y a la Administración Federal de Aviación (FAA) por no proporcionar una supervisión adecuada de los contratistas. Uno de los hallazgos más condenatorios del informe fue que el especialista Miller, quien había sobrevivido inicialmente al accidente, podría haber sobrevivido si hubiera recibido atención médica adecuada dentro de las primeras ocho horas.
Aunque ambos pilotos tenían experiencia en vuelos en los Estados Unidos, las condiciones de vuelo en Afganistán eran significativamente diferentes. Noel English, el piloto al mando, había sido piloto de zonas remotas en Alaska, y Loren Hammer, el primer oficial, había trabajado como piloto de incendios, transportando bombero paracaidistas a zonas de fuego. Ambos estaban altamente capacitados para volar en terrenos montañosos a baja altitud. Sin embargo, volar en los Estados Unidos es muy distinto a volar en Afganistán, donde las previsiones meteorológicas y el control del tráfico aéreo son casi inexistentes, y las montañas alcanzan altitudes mucho mayores.

## Consecuencias
Como resultado del accidente, el ejército de los Estados Unidos suspendió las operaciones de Blackwater en Afganistán durante un mes. Sin embargo, el contrato de la compañía fue renovado por 92 millones de dólares. Las aeronaves de Blackwater fueron equipadas con sistemas de rastreo de vuelo, y se implementó una nueva política que requería que todos los vuelos contaran con al menos un miembro experimentado en la cabina de mando.